# 음악가 목록
아래는 음악가 목록의 목록이다.
- 게임 음악 작곡가의 목록
- 한국의 음악가 목록
- K-pop 음악가 목록
- 대한민국의 아이돌 그룹 목록
- 대한민국의 음악가 목록
- 핀란드의 가수 목록
- 포르투갈의 가수 목록
- 보이 밴드 목록
- 가장 많은 음반을 판 음악가 목록
- 디스크 자키 목록
- 싱어송라이터 목록

## 같이 보기
- 가수 목록

| Disambiguation icon | 이 문서는 명칭이 같고 같은 종류에 속하는 여러 대상을 연결하는 색인 문서입니다. |